# حجت‌الله زمانی
حجت‌الله زمانی (زاده ۱۳۲۶ اراک) نماینده شهرستان بروجرد و اشترینان در مجلس دوم شورای اسلامی بود.

## زندگی
حجت‌الله زمانی متولد اراک  زاده ۱۳۲۶ نماینده شهرستان بروجرد و اشترینان در مجلس دوم شورای اسلامی بود
از دیگر فعالیت های او میتوان به رئیس عقیدتی صنایع دفاع و ارگان های وابسته ، عضویت در انجمن روحانیون مبارز نام برد.